# Autoba aplecta
Autoba aplecta là một loài bướm đêm trong họ Erebidae.